# Думбрава (Сату Маре)
Думбрава (рум. Dumbrava) насеље је у Румунији у округу Сату Маре у општини Ливада. Oпштина се налази на надморској висини од 131 m.

## Становништво
Према подацима из 2002. године у насељу је живело 1115 становника.

### Попис2002.
| Расподела становништва по националности 2002.‍ | Расподела становништва по националности 2002.‍ | Расподела становништва по националности 2002.‍ | Расподела становништва по националности 2002.‍ | Расподела становништва по националности 2002.‍ |
| --------------------------------------------- | --------------------------------------------- | --------------------------------------------- | --------------------------------------------- | --------------------------------------------- |
|                                               |                                               |                                               |                                               |                                               |
| Румуни                                        | Румуни                                        |                                               | 1.001                                         | 89,8%                                         |
| Мађари                                        | Мађари                                        |                                               | 82                                            | 7,4%                                          |
| Украјинци                                     | Украјинци                                     |                                               | 32                                            | 2,9%                                          |